# Masashi Wakasa
Masashi Wakasa (jap. 若狭 大志 Wakasa Masashi; ur. 24 lipca 1989) – japoński piłkarz występujący na pozycji obrońcy. Obecnie występuje w JEF United Chiba.

## Kariera klubowa
Od 2012 roku występował w klubach Oita Trinita i JEF United Chiba.